# Église de la Transfiguration du Seigneur de Tver
Pour les articles homonymes, voir Église de la Transfiguration.
L'église de la Transfiguration du Seigneur est une église catholique située à Tver, appartenant à l'archidiocèse de la Mère de Dieu à Moscou, en Russie, construite de 1994 à 2002.

## Histoire
La paroisse catholique de Tver existe depuis le début du XIXe siècle. En 1864, on construisit une église plus grande avec des orgues et un presbytère abritant une vaste bibliothèque. L'église fut saccagée dans les années 1920 et la bibliothèque dispersée. Sécularisée, l'église fut finalement démolie en 1974. 
Dans les années 1990, la paroisse fut de nouveau officiellement enregistrée et la nouvelle église consacrée par Mgr Tadeusz Kondrasiewicz en 2003.